# Jaji Maydan (distrikt)
Jaji Maydan är ett distrikt i Afghanistan. Det ligger i provinsen Khost, i den östra delen av landet, 130 kilometer sydost om huvudstaden Kabul. Administrativ huvudort är Jaji Maydan.
Distriktet beräknades år 2022 ha cirka 28 000 invånare.